# Pollenia draco
Pollenia draco este o specie de muște din genul Pollenia, familia Calliphoridae, descrisă de Aldrich în anul 1930. Conform Catalogue of Life specia Pollenia draco nu are subspecii cunoscute.